# Måns Edwall
Måns Johan Edwall, född 3 januari 1960 i Stockholm, död 9 oktober 2016 i Gustavsberg, var en svensk teaterregissör, dramatiker och musiker.

## Biografi
Måns Edwall var son till skådespelaren Allan Edwall och författaren Britt Edwall.
Han var en del av den första svenska punkvågen och spelade gitarr och saxofon i grupperna Cathy & The Heat och Alien Beat. Han skrev även musik till andra artister, bland andra Magnus Lindberg.
Edwall skrev också filmmusik, bland annat till Ulf Edlings Stenkusten (1986). Han medverkade med två kompositioner i Allan Edwalls filmatisering av Åke och hans värld (1984).
Måns Edwall var först skådespelare med engagemang i diverse fria teatergrupper i Stockholm och gjorde även några mindre roller på Dramaten i mitten av 1980-talet. 1986 hade han en mindre roll i den andra delen av TV-serien Femte generationen. 1987 spelade han rollen som Valde i den första och andra säsongen av Varuhuset, sammanlagt 13 avsnitt.
Han orienterade sig senare mot regi och gick på Dramatiska Institutet, där han tog examen i teaterregi 1990. Han undervisade även på Teaterhögskolan i Stockholm, där han främst regisserade slutproduktioner.
Måns Edwall var från 2009 åter aktiv som pianist och låtskrivare i eget namn.

## Teaterregi
- 1989 – Skärbrännaren av Magnus Dahlström, Teaterhögskolan i Stockholm
- 1991 – Järnbörd av Magnus Dahlström, Stockholms stadsteater
- 1997 – En bankrånares dagbok av Malin Lagerlöf, Bohusläns Teater